# Solanum ptychanthum
Solanum ptychanthum es una planta anual y perenne de la familia Solanaceae. Es natural del este de Norteamérica, donde crece en suelos arenosos y pobres, aunque prefiere los suelos fértiles y cultivados.

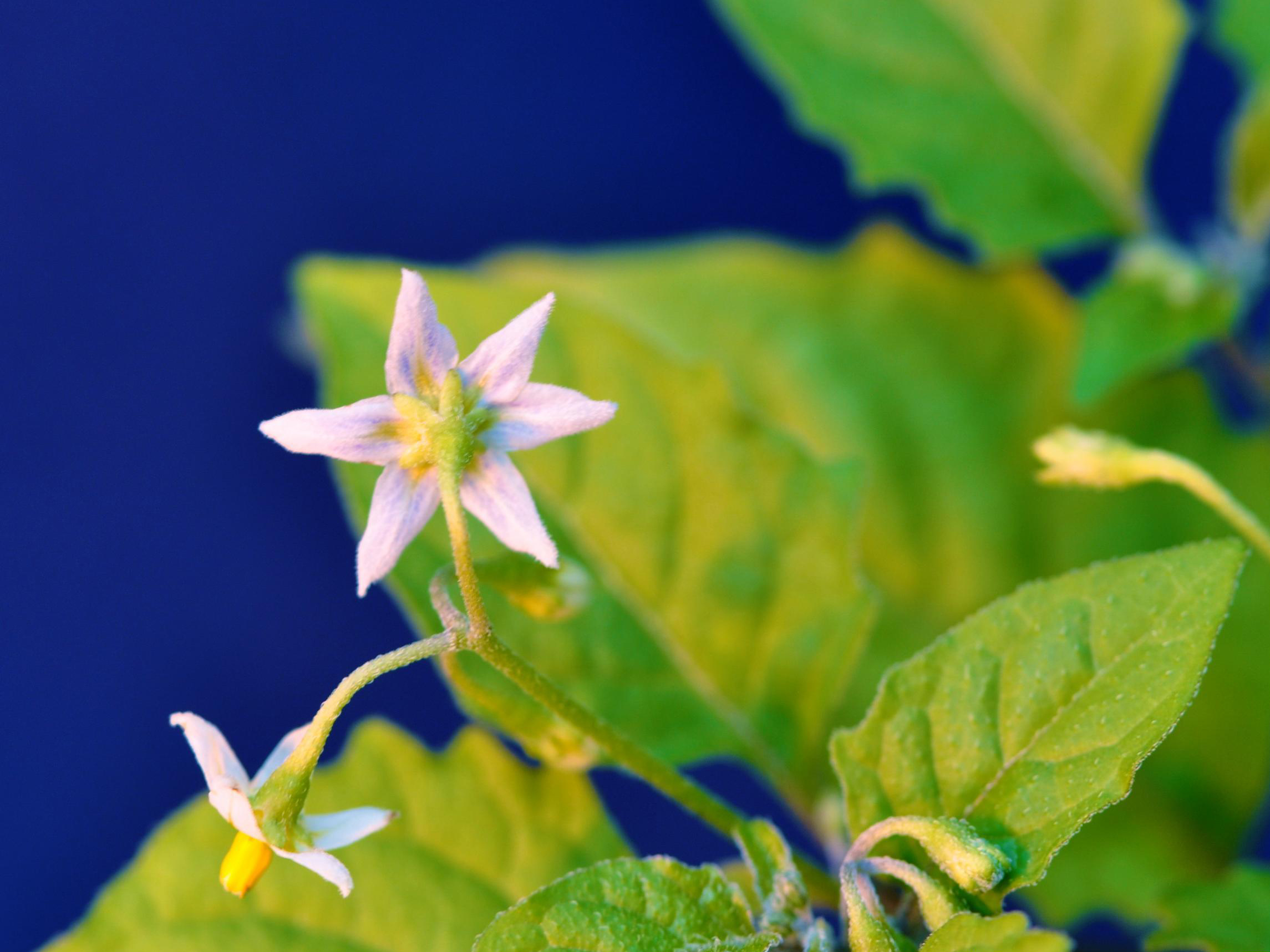
Flor

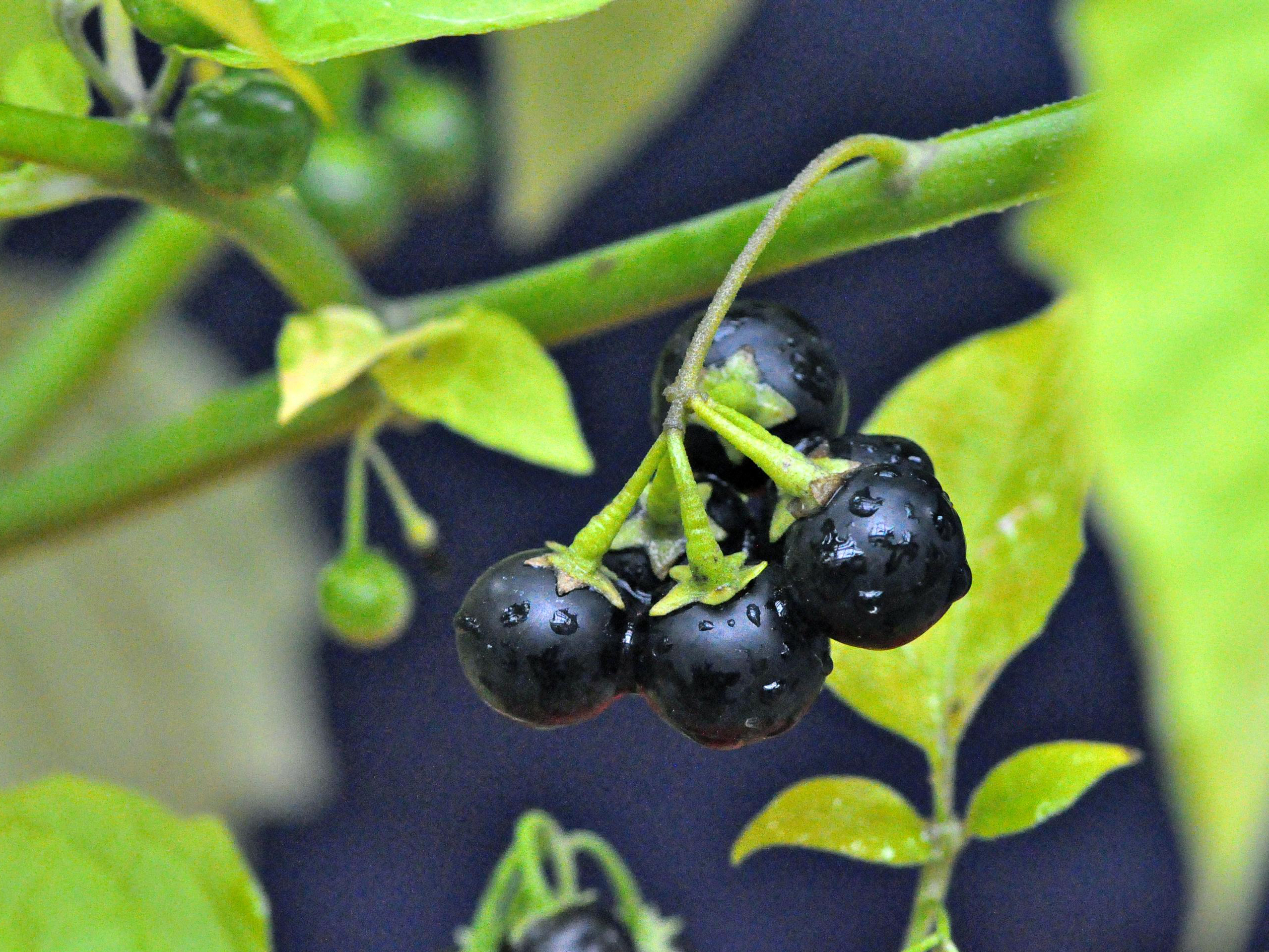
Fruto

## Características
Alcanza los 60 cm de altura con mucha ramificación. Toda la planta contiene solanina y es venenosa; el principal síntoma que provoca es irritación gastrointestinal.
Las hojas son triangulares y elípticas. Los tallos son circulares con pelusa. Las flores, que son pequeñas, blancas y con forma de estrellas,  maduran en bayas negras y brillantes que contienen de 50 a 100 semillas. Los frutos no son venenosos y sirven de alimento a los pájaros, que dispersan su semilla.

## Taxonomía
Solanum ptychanthum fue descrita por Michel Félix Dunal y publicado en Prodromus Systematis Naturalis Regni Vegetabilis 13(1): 54. 1852.
Etimología
Solanum: nombre genérico que deriva del vocablo Latíno equivalente al Griego στρνχνος (strychnos) para designar el Solanum nigrum (la "Hierba mora") —y probablemente otras especies del género, incluida la berenjena— , ya empleado por Plinio el Viejo en su Historia naturalis (21, 177 y 27, 132) y, antes, por Aulus Cornelius Celsus en De Re Medica (II, 33). Podría ser relacionado con el Latín sol. -is, "el sol", debido a que la planta sería propia de sitios algo soleados.
ptychanthum: epíteto